# Polizeiruf 110: Alte Freunde
Alte Freunde ist ein deutscher Kriminalfilm von Markus Imboden aus dem Jahr 1995. Der Fernsehfilm erschien als 175. Folge der Filmreihe Polizeiruf 110.

## Handlung
Zufällig landen die Kommissare Jens Hinrichs und Kurt Groth im Dorf Bandelwitz, wo ihnen der alte Walter Donath auf ihre Frage nach dem Weg hilft. Walter lebt noch bei seinen Eltern, auch wenn er von Tante Elli ein kleines Anwesen geerbt hat, das er auf Vordermann bringen könnte. Es kümmert ihn jedoch nicht sonderlich, zu tief ist sein Abstieg: Einst saß er zwölf Jahre unschuldig wegen Fluchthilfe und Spionage in der DDR im Gefängnis, nach seiner Entlassung hatte sich seine Frau einen anderen Mann gesucht und seither ist er dem Alkohol verfallen. Seine Mutter macht ihm klar, dass er einfach eine neue Frau braucht. Walter hat sich bereits eine ausgesucht – Hilke Adler, die Kellnerin des Gasthauses Grüner Baum. Er macht ihr Geschenke, die sie nur ungern annimmt. Irgendwann macht sie ihm klar, dass sie bereits mit dem Wirt verheiratet ist.
In Lübeck, wo Walter seiner Zeit als Kapitän zur See nachhängt, trifft er seine Knastkumpane Harry und Fred wieder. Sie trinken gemeinsam und beide sehen, dass Walter viel Geld bei sich hat. Er behauptet, eine Erbschaft gemacht zu haben, hat das Geld jedoch in Wirklichkeit durch den heimlichen Verkauf von Ellis Hof erhalten. Hierhin zieht Walter auch kurz darauf, wirft sein Vater ihn doch wegen ständiger Trunkenheit raus.
Harry und Fred tauchen in Bandelwitz auf, wo sie den alten Engel bestaunen, der in der Dorfkirche hängt. Beide Männer schenken Walter ein Motorrad, mit dem sie in den nächsten Tagen, in denen sie bei Walter unterkommen wollen, nur noch ein wenig herumfahren werden. Walter macht unterdessen Hilke weiter Geschenke, bis der Wirt ihn rauswirft. Betrunken wird Walter in die Ausnüchterungszelle der Polizei gebracht, wo sich Hinrichs am nächsten Morgen fragt, wieso Walter sehr viel Bargeld bei sich hatte. Er glaubt, dass Walter etwas mit zwei Banküberfällen in der Gegend zu tun gehabt haben könnte. Kurz darauf verschwindet auch der Engel aus der Dorfkirche. Spuren gibt es, bis auf einen Schuhabdruck, keine.
Groth besucht eine Frau, die bei einem der Banküberfälle verletzt wurde, im Krankenhaus. Kurz darauf bricht er zusammen. Der Arzt diagnostiziert Herz-Rhythmus-Störungen und behält Groth gleich da. Polizist Willy Holz ersetzt ihn bei den Ermittlungen. Hier steht bereits fest, dass die Banküberfälle mit identischen Waffen durchgeführt wurden. Walter begibt sich zum Wirt, um ihn zur Trennung von seiner Frau zu überreden. Als der Wirt erneut handgreiflich wird, bedroht ihn Walter mit einer Pistole, doch schlägt der Wirt ihn nieder. Harry nutzt die Gelegenheit und erschießt den Wirt mit Walters Waffe, die er dem bewusstlosen Walter anschließend wieder in die Hand drückt.
Walter wird festgenommen. Er gilt als dringend tatverdächtig, stimmt seine Waffe doch mit der der Überfälle überein und auch die Fußabdrücke stammen von Schuhen, die ihm gehören, die er jedoch seit einigen Tagen vermisst hatte. Kurz darauf wird in Walters Stall auch noch der verschwundene Engel gefunden. Hinrichs überbringt Groth im Krankenhaus die Erfolgsmeldung, den Fall fast gelöst zu haben. Groth hat seine Zweifel und beauftragt Holz, den Hof Walters zu überwachen. So sieht Holz eines Tages Harry und Fred auf dem Hof: Während Harry das Geld aus den Banküberfällen holt, das sie auf dem Hof versteckt haben, befreit Fred im Stall den Engel vom Heu. Beide fahren mit Geld und Figur davon, werden jedoch aufgrund der schnellen Fahndung gestellt. Obwohl nun viel für Walters Unschuld spricht, ziehen sich die Befragungen hin, sind Harry und Fred doch Vernehmungs-Profis und lassen sich von Hinrichs nicht aus der Fassung bringen. Walter ist verzweifelt, dass er trotz augenscheinlicher Unschuld nicht freigelassen wird. Durch einen Trick bringt Hinrichs Fred dazu, ein Geständnis abzulegen. Plötzlich erreicht ihn die Nachricht, dass sich Walter in seiner Zelle erhängt habe. Hinrichs begibt sich mit der Nachricht zu Groth, der nur konstatiert, dass sie beide dann wohl etwas falsch gemacht haben.

## Produktion
Alte Freunde wurde in Brandenburg sowie Schwerin und Umgebung gedreht. Die Kostüme des Films schuf Heidi Plätz, die Filmbauten stammen von Ulrich Isfort. Der Film erlebte am 10. September 1995 in der ARD seine Fernsehpremiere. Die Zuschauerbeteiligung lag bei 18,3 Prozent.
Es war die 175. Folge der Filmreihe Polizeiruf 110. Die Kommissare Hinrichs und Groth ermittelten in ihrem 5. Fall.

## Kritik
„In atmosphärisch dichten Bildern führte Markus Imboden (Regie) das ländliche Elend vor“, befand die Stuttgarter Zeitung, und lobte Peter Franke, der „mit dem Porträt des Walter Donat eine fesselnde Charakterstudie [ablieferte], die den Film über das übliche Niveau der Serienkrimis erhob.“ Die Spannung des Films sei aus dem Gesicht von Peter Franke gekrochen, stellte die Süddeutsche Zeitung fest, und lobte sein Spiel als „eine hervorragende Charakterstudie, bestens unterstützt von Kurt Böwe als knorrig-dampfendem Kommissar Groth und von Uwe Steimle als dessen alerten Vorgesetzten, dessen Coolness letztlich schmilzt. Drei Männer – ein brillantes Kammerspiel.“ Für die TV Spielfilm war Alte Freunde eine „bittere, mitreißend gespielte Geschichte“, wobei „das herbe Verlierer porträt […] besonders vom intensiven Spiel Peter Frankes [lebt]“.